# Mustela erminea teberdina
Mustela erminea teberdina es una subespecie de  mamíferos carnívoros  de la familia Mustelidae subfamilia Mustelinae.

## Distribución geográfica
Se encuentra en el Cáucaso.